# Laude
Laude (Gronings: Laauwde) is een gehucht in de gemeente Westerwolde in de provincie Groningen. Het ligt aan de N976 tussen Sellingen en Ter Apel, iets ten zuiden van Ter Borg. Het gehucht telde in 2009 veertig inwoners.
Laude was oorspronkelijk een van de drie marken van het kerspel Sellingen. De marke van Laude werd in 1865 ontbonden en de gemeenschappelijke gronden werden verdeeld onder de deelnemende boeren.
Het gehucht wordt gedomineerd door de voormalige melkfabriek. In 1961 werd hier voor het eerst een kunststof mal gebruikt voor de kaasbereiding. De productie van kaas is al jaren geleden gestopt, de productie van de kunststof mallen bleek wel lucratief, maar is inmiddels verplaatst naar Ter Apel. Plannen om de fabriek weer in gebruik te nemen voor de verwerking van geitenmelk bleken niet haalbaar. Tegenwoordig is er een slagerij in het gebouw gevestigd.
Even ten noorden van het gehucht ligt het natuurkampeerterrein De Slangenborg. De oorsprong van dit terrein gaat terug tot 1943, toen er een kamp werd gebouwd voor de Nederlandse Arbeidsdienst. Na de oorlog zijn de barakken gesloopt, de plaatsen waar deze gestaan hebben zijn met enige moeite nog te herkennen.